# Familia Marcos

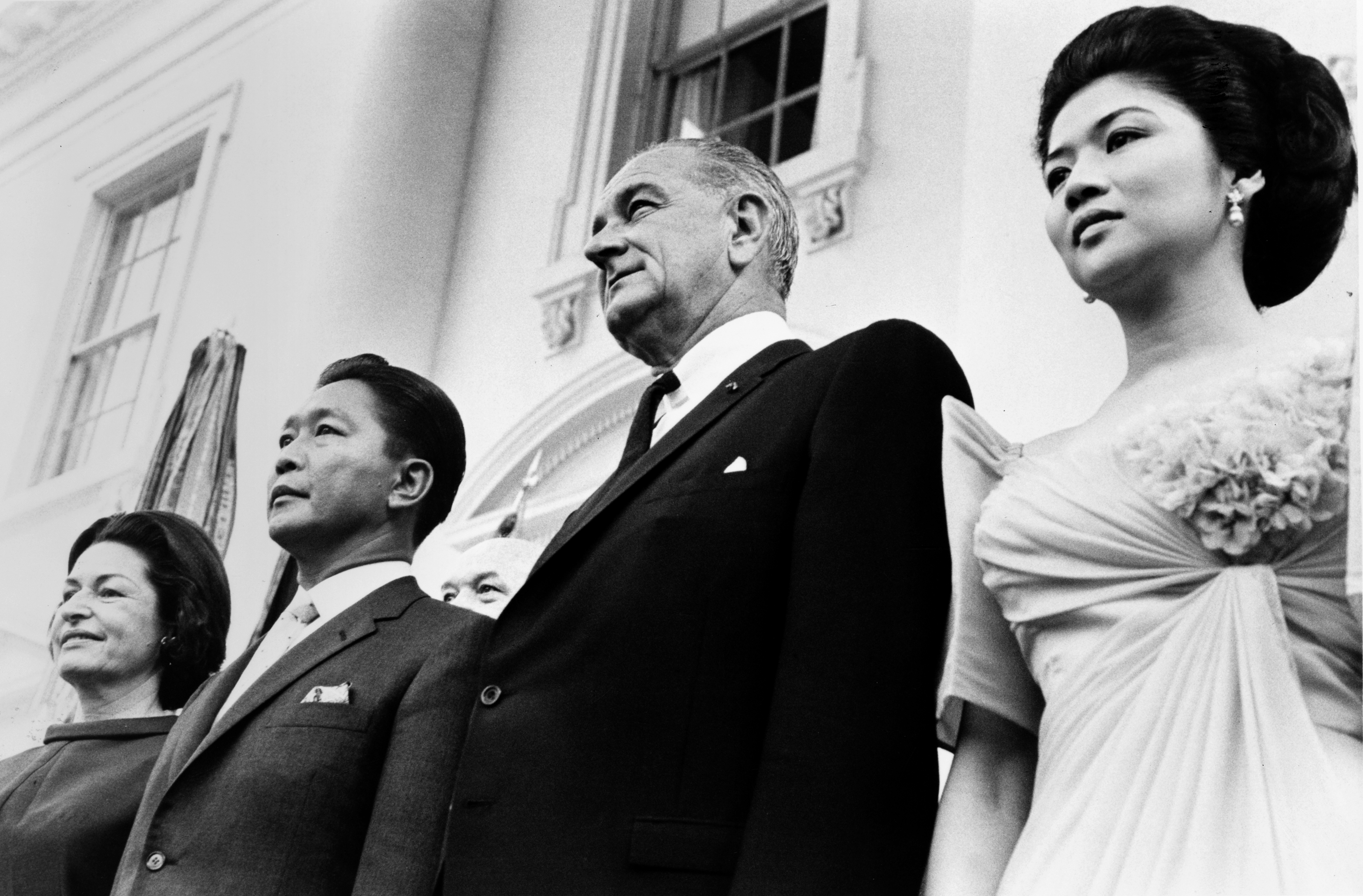
Ferdinand e Imelda Marcos junto a Lyndon B. Johnson y su esposa Lady Bird

La familia Romuáldez- Marcos es una dinastía familiar de origen filipino, cuyos miembros son reconocidos debido a su desempeño en varios ámbitos como la política, las acciones empresariales e inversiones, así como por su rol clave en la Historia Moderna de Filipinas. Sus dos personalidades más famosas son Ferdinand Marcos, presidente y dictador de Filipinas durante 21 años, e Imelda Marcos, esposa del anterior, política consagrada y primera dama de Filipinas, durante todo el régimen de su esposo.
Imelda y Ferdinand Marcos, constituyeron la denominada «dictadura conyugal» en Filipinas, durante la cual se produjo una fuerte represión, en contra de sus opositores, se malversaron entre 5.000 y 10.000 millones de dólares, así como se valieron de fraudes electorales, e incluso de la proclamación de una Ley Marcial  que duró 9 años, para permanecer en el poder.
Tras la Revolución de EDSA, Imelda y Ferdinand se vieron obligados a ceder el poder y salir de filipinas, exiliándose en Hawái. Luego, tres años después, Ferdinand Marcos fallece, quedando Imelda Marcos, al frente de la familia. Desde entonces Imelda ha enfrentado más de 900 diferentes casos civiles y criminales, incluyendo uno en los Estados Unidos y ha logrado, sorprendentemente ser absuelta de virtualmente todos.

## Miembros
- Ferdinand Marcos:Miembro de la Cámara de Representantes de Filipinas, senador de Filipinas, presidente del Senado, primer ministro y presidente de Filipinas.
- Imelda Marcos: primera dama, Gobernadora de Manila, Ministra de Asentamientos Humanos, tres veces miembro de la Cámara de Representantes de Filipinas.
- Imee Marcos:Gobernadora de Ilocos Norte y representante por el 2°Distrito de la misma provincia ante la Cámara de Representantes de Filipinas.
- Ferdinand Marcos Jr.: Miembro de la Cámara de Representantes y Senador de Filipinas.
- Irene Romuáldez Marcos: Se ha mantenido alejada de la política.
- Fidel V. Ramos: primo de Ferdinand Marcos, director de la Policía Nacional filipina y presidente de Filipinas.

## Ilocos Norte
Tras la caída de la «Dictadura Conyugal» 1986, seguida de la muerte de Ferdinand Marcos en 1989, la imagen de los Marcos se deterioró vertiginosamente en Filipinas. El gobierno de la sucesora de Ferdinand, Corazón Aquino, había creado la «Comisión del Buen Gobierno», que con el apoyo de diferentes organizaciones a nivel internacional, develó los sorprendentes actos de corrupción, malversación de fondos y desviación de capitales, así como salieron a la luz pública todas las acciones ilícitas que los Marcos habían llevado a cabo durante los 21 años que gobernaron Filipinas, todo ello en medio de la extrema pobreza del pueblo filipino.
Ello, junto con las fuertes acciones de represión, fraude electoral y crímenes, ocasionaron que la imagen alguna vez notoria de la Familia Marcos, entrase en decadencia, y todavía en la actualidad, el apellido Marcos es fuente de polémica en Filipinas. Sin embargo la provincia de Ilocos Norte ha sido particularmente fiel a la Familia Marcos, en términos políticos, destacando principalmente por ser una de las pocas regiones en Filipinas donde los Marcos siguen siendo notoriamente populares, al punto de que en la actualidad Ferdinand Marcos Jr., hijo de Imelda  y Ferdinand Marcos, es Senador por Ilocos Norte, Imee Marcos, la hija mayor de la pareja, es gobernadora de la misma provincia y en el 2010, Imelda Marcos, la otrora primera dama de Filipinas, fue elegida Representante de Ilocos Norte ante la Cámara de Representantes de Filipinas.
Todo ello ha ocasionado que la región de Ilocos Norte, sea considerada como el «Eterno Bastión Marquista», debido a su constante preferencia y lealtad para con la Familia Marcos, en términos políticos.

## El caso de Fidel V. Ramos
Fidel V. Ramos era primo de Ferdinand Marcos y formó parte de su gabinete de gobierno en calidad de Director de la Policía Nacional de Filpinas, sin embargo, a pesar de su parentesco y cercanía con Imelda y Ferdinand Marcos, hacia finales del régimen de ambos, tras el fraude electoral en el que incurrieron en 1986, Fidel V. Ramos, se enlistó en un intento de golpe de Estado y renunció a su cargo, avalando a Corazón Aquino y el traspaso a la democracia, que con el advenimiento de la Revolución de EDSA, se volvió indetenible y acabó forzando a los Marcos a renunciar.
Tras ello, Ramos se convirtió en un aliado muy cercano de Corazón Aquino y eventualmente fue designado como su sucesor en la presidencia, ganado las elecciones de 1992, convirtiéndose en presidente de Filipinas.